# SERB
Російський визвольний рух «SERB» (рос. Русское освободительное движение «SERB», раніше відомий як «Південно-східний радикальний блок» SERB (South East Radical Block)) — націоналістична радикальна прокремлівська та проросійська політична група, що діє на території України та Росії. Відома своїми провокаціями проти російської опозиції. Ймовірно фінансується та керується російськими силовиками.

## Історія
Про організацію вперше згадується в березні 2014 року, засновики заявляли про її участь в штурмі Харківської обласної адміністрації. Рух притримувався антимайданої ідеології (вимагали елементи федералізації, підтримка кримського референдуму, негативне ставлення до Євромайдану та його учасників, протести проти примінення української армія на сході України, виклив байкотувати травнені президентські вибори, створення Південно-Східньої Української Автономної Республіки та підтримка Новоросії). 
Тоді рух налічував 300 стороників та ще скільки в Дніпропетровську, Кривому Розі та Запоріжі. Очільну роль займав актор Ігор Бекетов (Гоша Тарасевич).
В кінці літа 2014 року, активісти руху переїхали з України до Росії через побоювання за свою безпеку та кримінального впровадження від СБУ на Тарасевича.
За інформацією інтернет-видання Meduza, рух SERB отримує фінансування від МВС РФ за "допомогу в розкриті злочинів".

## Діяльність
Активісти SERB займалися: 
- зриванням антивоєнних та антипутінських акцій у Москві.
- напад на активістів, політиків та громадських діячів, серед них Олексій Навальний[7], Юлія Латиніна та Віталій Манський[8]. Причиною для атак вони називаються образа Росії, президента та Криму.
- атака на посольства Туреччини та України.
- напад на Олексія Навального в 2020 році.
- напад на засновника Артдокфеста, Віталія Манського.

## Символіка
В якості символіка, група використовує стилізований прапор Української РСР з надписом «SERB».

## Також дивитись
- Тітушки
- Антимайдан (Росія)
- Хунвейбіни